# Estación de Sariñena
Sariñena es una estación ferroviaria situada en el municipio español homónimo, en la provincia de Huesca, comunidad autónoma de Aragón. Cuenta con servicios de media distancia. Entre septiembre y octubre de 2022 fue utilizada por 1983 usuarios.

## Situación ferroviaria
Se encuentra ubicada en el punto kilométrico 90,9 de la línea férrea de ancho ibérico que une Madrid con Barcelona a 308 metros de altitud, entre las estaciones de Marcén-Poleñino y Tornillo-Lastanosa. El kilometraje de la línea sufre un reinicio en la capital maña, lo que explica ese valor tan bajo a pesar de la lejanía con Madrid. El tramo es de vía única y está electrificado.

## Historia
La estación fue abierta al tráfico el 18 de septiembre de 1861, con la apertura del tramo Zaragoza-Lérida de la línea férrea que pretendía conectar Zaragoza con Barcelona. Las obras corrieron a cargo de la Compañía del Ferrocarril de Barcelona a Zaragoza. Buscando mejorar tanto el enlace de la línea con otros trazados, así como su salud financiera la compañía decidió en 1864 unirse con la empresa que gestionaba la línea férrea que enlazaba Zaragoza con Pamplona, dando lugar a la Compañía de los Ferrocarriles de Zaragoza a Pamplona y a Barcelona. Dicha fusión se mantuvo hasta que en 1878 la poderosa Norte que buscaba extender sus actividades al este de la península logró hacerse con la compañía.
Norte mantuvo la gestión de la estación hasta que en 1941 se produjo la nacionalización del ferrocarril en España y todas las compañías existentes pasaron a integrarse en la recién creada RENFE. Desde el 31 de diciembre de 2004 Renfe Operadora explota la línea mientras que Adif es la titular de las instalaciones ferroviarias. 
En mayo del 2011 la estación sufrió una amplia remodelación. Las obras afectaron principalmente al edificio para viajeros que fue rehabilitado. También se ha creado un nuevo refugio para los viajeros en el andén lateral e instalado un nuevo sistema de megafonía.

## Servicios ferroviarios

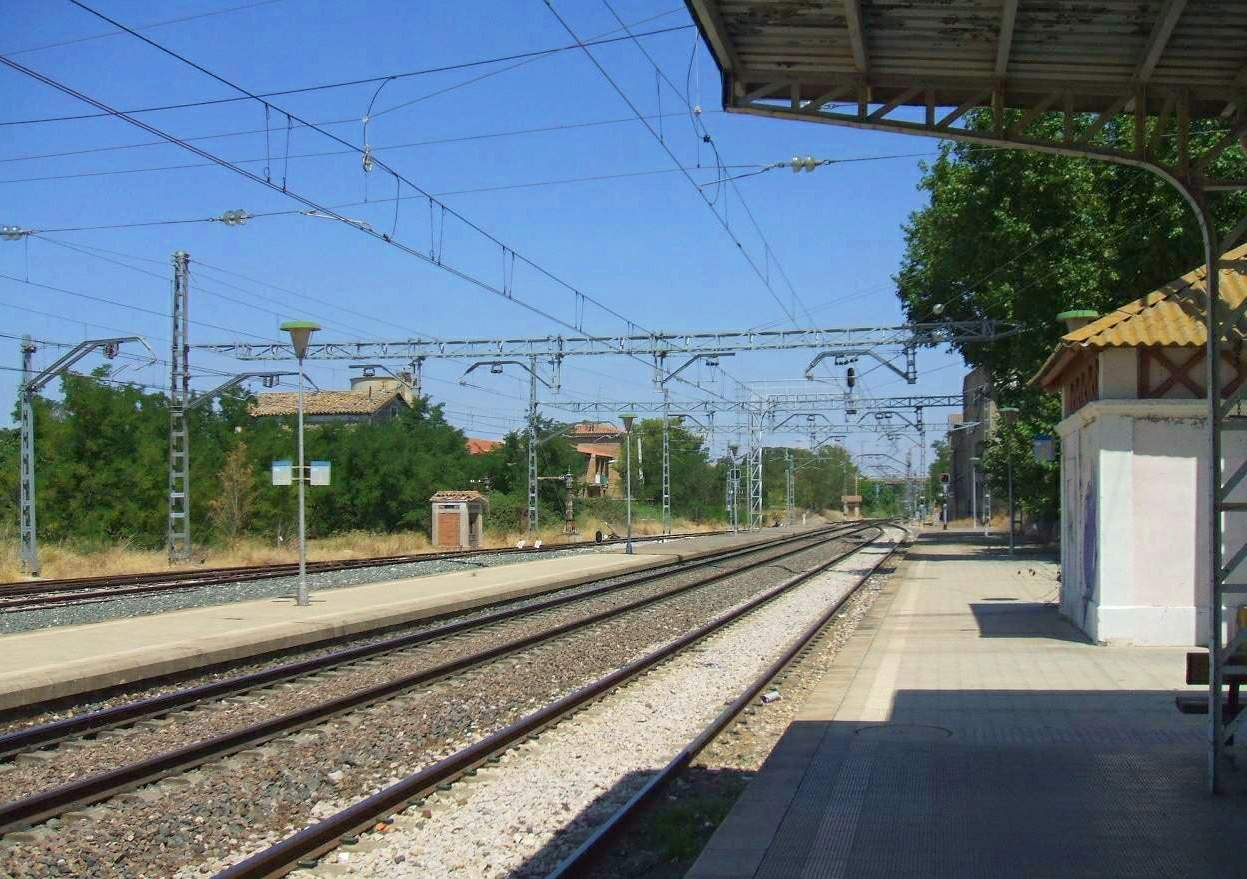
Aspecto de los andenes de la estación en 2019

### Media Distancia
Los servicios de Media Distancia que ofrece Renfe tienen como principales destinos Zaragoza y Lérida. 
| Operador | Línea MD | Trenes                   | Origen/Destino                     | Destino/Origen |
| -------- | -------- | ------------------------ | ---------------------------------- | -------------- |
| Renfe    | 38       | Regional Regional Exprés | Madrid-Chamartín Zaragoza-Delicias | Lérida         |

## Servicios de autobús

### Bus interurbano
Se puede acceder a la estación mediante el autobús de la línea 294 Sariñena-Huesca. Esta línea está a cargo del Gobierno de Aragón, y adjudicada como "VDA-294" a la empresa Hife.
| Línea | Recorrido                 | Frecuencia                  | Observaciones         |
| ----- | ------------------------- | --------------------------- | --------------------- |
| 294   | HUESCA - SARIÑENA - FRAGA | 2 buses diarios por sentido | Domingos sin servicio |